# Filippo Civinini
Filippo Civinini (Pistoia, 20 settembre 1805 – Pisa, 11 maggio 1844) è stato un medico e anatomista italiano.

## Biografia
Conseguì la laurea in Medicina e Chirurgia presso l'Università di Pisa, dove negli anni a seguire ricoprì il ruolo di dissettore anatomico, di professore di Anatomia e poi di docente di Chirurgia.
Redasse il primo catalogo delle collezioni del Museo anatomico di Pisa.
Sostenne la cosiddetta legge della ricapitolazione: "Tutte le fasi cui va soggetto il corpo indicano il passaggio per gradi di formazione animale corrispondenti a vere divisioni della scala zoonomica".
Nel 1835 Civinini fece la scoperta del neuroma plantare, (detto attualmente neuroma di Civinini-Morton), una patologia tumorale invalidante che provoca dolore al piede.
Egli scoprì il neuroma durante la dissezione di un cadavere, che descrisse in un articolo intitolato Su un nervoso gangliare rigonfiamento alla pianta del piede.
Da Civinini presero il nome diverse strutture anatomiche, anche se attualmente tali terminologie tendono ad essere sostituite da termini anatomo-clinici:
- Canale di Civinini: il canalicolo anteriore della corda del timpano, o iter chordae anterius.
- Ligamento di Civinini: il ligamento pterigospinale.
- Processo di Civinini: i processi pterigoidei dello sfenoide o processus pterygospinosus.
- Forame di Civinini: Foramen pterygospinosum.

## Pubblicazioni
- Anatomia - Sulla scissura di Glaser, osservata da F. Civinini - Biblioteca Italiana ossia Giornale di letteratura scienze ed arti (1836 apr, Volume 82, Fascicolo), su emeroteca.braidense.it.